# Русский государственный драматический театр Республики Адыгея имени А.С. Пушкина

## История создания и достижения театра
В мае 1937 года по Решению Адыгейского обкома ВКП(б) из выпускников Краснодарского театрального училища был создан Адыгейский колхозно-совхозный театр, проработавший до августа 1942 года, после чего из-за войны он прервал свою деятельность. В 1958 году была воссоздана адыгейская труппа и театр продолжил работу как «Адыгейский государственный драматический театр». В 1941, 1962 и 1986 годах состоялись выпуски адыгейской студии ГИТИСа, а в 1976 — выпуск адыгейской студии  ЛГИТМиКа. Театр гастролировал в городах Северного Кавказа, Татарстане, Абхазии, Керчи, в середине 1990-х в рамках Дней культуры Адыгеи в Москве состоялся показ спектакля «В горах мое сердце» по пьесе У.Сарояна. 
Театр принимал участие в нескольких смотрах-конкурсах, получив на них признание:
- 1979 год — диплом 1-й степени на смотре драматургии народов СССР
- 2000 год — диплом фестиваля-конкурса «Сцена без границ» во Владикавказе
- 2000 год — участник Международного фестиваля «Этнос» в Турции
- 2002 год — дипломант VI фестиваля мастеров искусств «Мир Кавказу» (Элиста),
- 2002 год — дипломант фестиваля национальных театров «Сцена без границ» (Владикавказ)
- 2003 год — участник в Международного театрального фестиваля в Турции
- 2004 год — на Международном фестивале адыгской культуры в Майкопе был отмечен спектакль Адыгейского государственного драматического театра «Песни наших отцов» по пьесе Н. Куека.
- 2005 год — дипломант фестиваля национальных (адыго-абхазских) театров «Кавказский меловой круг» (спектакль «Рабы власти», г. Майкоп)

В 2001 году в Майкопе был открыт филиал РАТИ (ГИТИСа), в 2007 году проводились творческие встречи с соотечественниками, проживающими в Турции. 
В 2007 году  постановлением Кабинета Министров РА, театр был переименован в «Национальный театр Республики Адыгея», а в 2022 году преобразовн в Театральное объединение республики Адыгея.

## Режиссёры, работавшие в театре
- А. Артуновский, М. Ахеджаков, М. Лотков, М. Шовгенов, А. Курашинов, Н. Тхакумашев, К. Хачегогу К., Исупов Тимур Асланович

## Артисты работавшие в театре
- И. Цей, Н. Схакумидова, С. Тлебзу, А. Хачак, С. Татлок, Н. Жанэ[укр.], М. Хурум, М. Айтеков, Р. Паранук, С. Тхаркахо.

## Художники работавшие в театре
- Г. Золотарев, Д. Цаур, Р. Атласкиров, А. Берсиров, Р. Сиюхов.

## Актёры (артисты)
Ведущие актёры драмтеатра — выпускники Государственного института театрального искусства (ГИТИС), Ленинградского Государственного института театра музыки и кинематографии (ЛГИТМиК). 
- заслуженный артист РФ, народный артист Адыгеи Ч. Д. Паранук;
- заслуженный артист РФ, народный артист Адыгеи Ю. К. Чич;
- народный артист Адыгеи М. З. Усток
- народный артист РФ, Адыгеи М.Р.Кукан
- Народный артист РФ, заслуженный артист КБР, заслуженный артист Кубани, народный артист Адыгеи З. Х. Зехов;
- заслуженная артистка РФ, народная артистка Адыгеи М. З. Зехова
- заслуженная артистка РФ, народная артистка Адыгеи С. У. Берзегова-Кушу
- народная артистка Адыгеи М. Ш. Биданоко (Уджуху)
- заслуженный артист Республики Адыгея Н. Ачмиз
- заслуженный артист Адыгеи Р. Джолов
- заслуженная артистка Адыгеи С. Е. Халаште
- заслуженная артистка Адыгеи и Абхазии А.Вайкок
- заслуженный артист Абхазии Т. Исупов Т. А.
- заслуженный артист Адыгеи А. Ахметов
- заслуженный артист Адыгеи А. Жудов
- Ж. Даурова, А. Хакуй, М. Нехай,  Ф. Шеремук, А. Богус, А. Болоков, А. Болокова, К. Дамалаев, И. Удычак

## Наиболее интересные постановки последних лет
- «Нэфын» (М. Тлехас)
- «Ностальгия» (И. Нагой)
- «Энергичные люди» (В. Шукшин)
- «Женихи» и «Гостиница Дахабарин» (Е. Мамий)
- «Я, бабушка, Илико и Илларион» (Н. Думбадзе)
- «Рабы власти» (Ч. Муратов)
- «Собаки» (Л.и А. Чутко)
- «Герострат» (Г. Горин)
- «Дочь шапсугов» (Т. Керашев)
- «Остров сокровищ» (Р. Стивенсон)
- «Недотрога» (Л. Устинов)
- «Нысхъап» (А. Кешев)
- «Тыкъэсыжьыгъ» (М. Думанов)
- Тартюф (Ж.-Б. Мольер)
- «Деньги… Деньги? Деньги!!!» (Р. Гюнтекин)
- Медея  (К. Натхо)
- «Вдовы» (Ч. Муратов)